# Герасимовская улица (Санкт-Петербург)
Гера́симовская улица — расположена в Калининском районе Санкт-Петербурга, между Кондратьевским проспектом и Замшиной улицей.

## История
Возникла в начале XX века. Получила название по фамилии владельца участка.

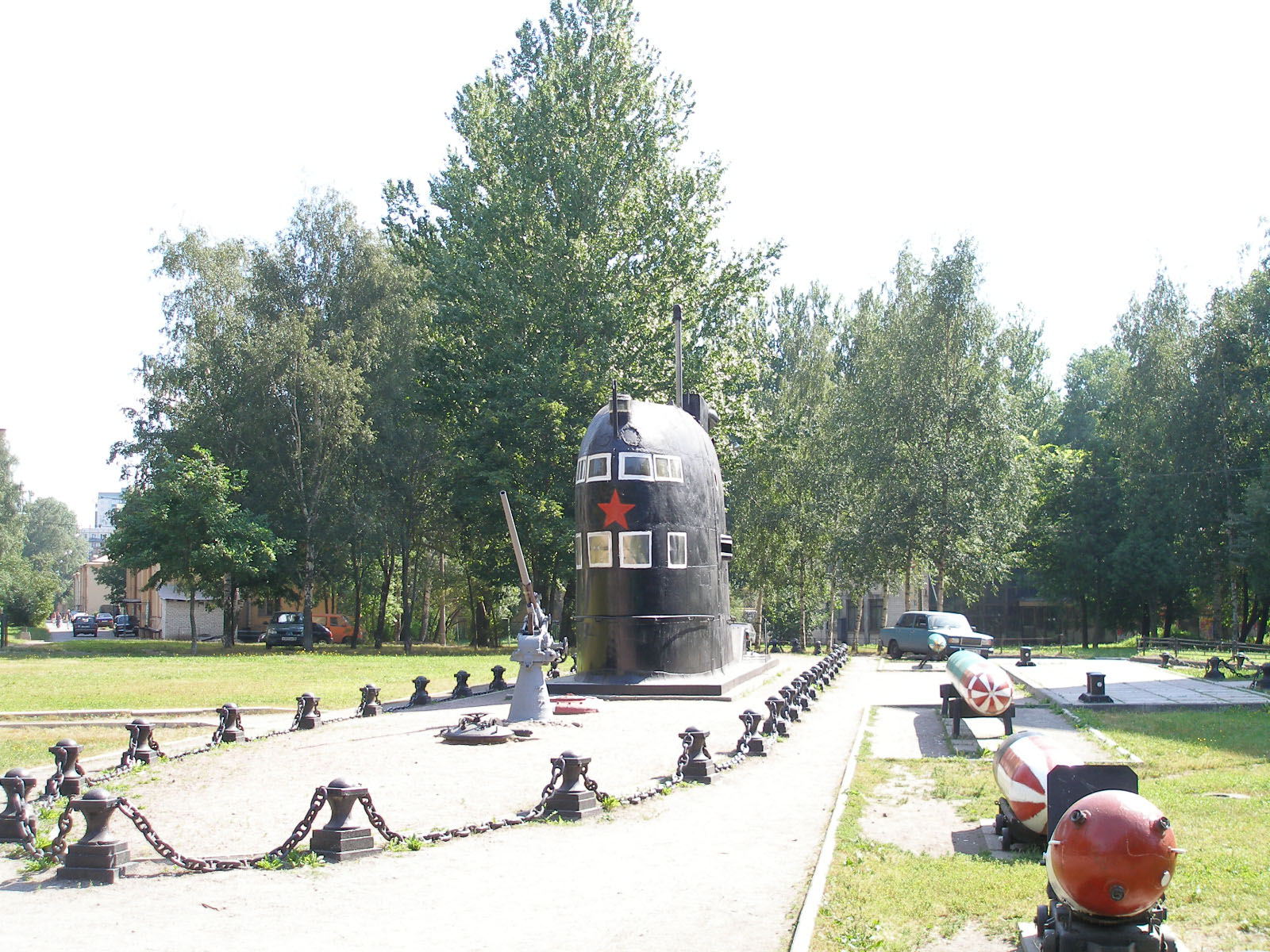
Часть наружной экспозиции музея на углу Кондратьевского проспекта и Герасимовской улицы

## Достопримечательности
На углу Герасимовской улицы и Кондратьевского проспекта расположена наружная часть экспозиции Музея подводных сил России им. А. И. Маринеско.
Инициативная группа выступала с предложением о переименовании Герасимовской улицы в улицу Подводника Мятиясевича.

## Интересные факты
- С 1912 до 1973 года в Санкт-Петербурге существовала другая Герасимовская улица, проходившая в Невском районе — от улицы Невзоровой к Московской линии Октябрьской железной дороги.
- Вся застройка намного моложе самой улицы.